# Dilobopterus disparulus
Dilobopterus disparulus är en insektsart som beskrevs av Young 1977. Dilobopterus disparulus ingår i släktet Dilobopterus och familjen dvärgstritar. Inga underarter finns listade i Catalogue of Life.